# André Pinto
André Almeida Pinto (Vila Nova de Gaia, 5 de outubro de 1989) é um futebolista profissional português que atua como defesa-central. Atualmente encontra-se sem clube.

## Carreira
Natural de Vila Nova de Gaia, distrito do Porto, Pinto juntou-se à formação do FC Porto aos 9 anos de idade. Como sénior, nunca chegou a jogar pelos Dragões, passando o período de contrato emprestado ao CD Santa Clara, Vitória de Setúbal, Portimonense e Olhanense. Estreou-se na Primeira Liga a 13 de setembro de 2009, com o Vitória, jogando os 90 minutos de uma derrota em casa por 0–4 contra o União de Leiria.
No verão de 2012, Pinto foi vendido ao Panathinaikos, da Super Liga Grega, onde fez 22 jogos oficiais na sua primeira e única época. Regressou a Portugal no final de dezembro de 2013, assinando pelo SC Braga por 3 anos e meio, integrando inicialmente a equipa B.
No final de abril de 2017, após ser afastado da equipa principal pelo treinador Jorge Simão e, posteriormente, rescindir contrato com os bracarenses, Pinto assinou um contrato de 4 anos com o Sporting CP, com uma cláusula de rescisão de 45 milhões de euros, com a transferência a efetivar-se a 1 de julho. Durante a passagem por Alvalade, foi suplente de Sebastián Coates e Jérémy Mathieu.
A 30 de agosto de 2019, Pinto assinou um contrato de 1 ano com o Al-Fateh da Liga Profissional Saudita. A 30 de dezembro de 2020, o defesa, sem clube, assinou um contrato até ao fim da época 2020–21 com o Farense, com opção de mais 1 temporada.
Em setembro de 2021, Pinto assinou um contrato de 1 ano com o clube romeno Dinamo București.

## Carreira Internacional
Pinto somou 45 internacionalizações pelos escalões jovens da Seleção Nacional, incluindo 12 pelos Sub-21. A 31 de março de 2015, estreou-se pela seleção principal, sendo expulso aos 60 minutos de uma derrota por 0–2 num amigável contra Cabo Verde, disputado em Estoril, após uma falta sobre Héldon.

## Estatísticas de Carreira

### Clube
- Atualizado até 10 de janeiro de 2018[14][15]

| Clube                     | Temporada         | Campeonato | Campeonato | Taça  | Taça  | Taça da Liga | Taça da Liga | Competições Europeias | Competições Europeias | Outros | Outros | Total | Total |
| Clube                     | Temporada         | Jogos      | Golos      | Jogos | Golos | Jogos        | Golos        | Jogos                 | Golos                 | Jogos  | Golos  | Jogos | Golos |
| ------------------------- | ----------------- | ---------- | ---------- | ----- | ----- | ------------ | ------------ | --------------------- | --------------------- | ------ | ------ | ----- | ----- |
| Porto                     | 2007–08           | 0          | 0          | 0     | 0     | 0            | 0            | 0                     | 0                     | —      | —      | 0     | 0     |
| Santa Clara (emp.)        | 2008–09           | 27         | 3          | 4     | 0     | 1            | 0            | —                     | —                     | —      | —      | 32    | 3     |
| Vitória de Setúbal (emp.) | 2009–10           | 22         | 1          | 1     | 0     | 0            | 0            | —                     | —                     | —      | —      | 23    | 1     |
| Portimonense (emp.)       | 2010–11           | 26         | 2          | 2     | 0     | 0            | 0            | —                     | —                     | —      | —      | 28    | 2     |
| Olhanense (emp.)          | 2011–12           | 21         | 2          | 3     | 0     | 2            | 0            | —                     | —                     | —      | —      | 26    | 2     |
| Panathinaikos             | 2012–13           | 16         | 0          | 2     | 0     | —            | —            | 4                     | 0                     | —      | —      | 22    | 0     |
| Braga B                   | 2013–14           | 3          | 0          | —     | —     | —            | —            | —                     | —                     | —      | —      | 3     | 0     |
| Braga                     | 2013–14           | 2          | 0          | 0     | 0     | 0            | 0            | 0                     | 0                     | —      | —      | 2     | 0     |
| Braga                     | 2014–15           | 33         | 1          | 6     | 0     | 1            | 0            | —                     | —                     | —      | —      | 40    | 1     |
| Braga                     | 2015–16           | 22         | 0          | 4     | 0     | 3            | 0            | 7                     | 0                     | —      | —      | 36    | 0     |
| Braga                     | 2016–17           | 10         | 2          | 0     | 0     | 1            | 0            | 3                     | 1                     | 1      | 0      | 15    | 3     |
| Braga                     | Total             | 67         | 3          | 10    | 0     | 5            | 0            | 10                    | 1                     | 1      | 0      | 93    | 4     |
| Sporting                  | 2017–18           | 5          | 0          | 3     | 0     | 1            | 0            | 2                     | 0                     | —      | —      | 11    | 0     |
| Total de Carreira         | Total de Carreira | 187        | 11         | 25    | 0     | 9            | 0            | 16                    | 1                     | 1      | 0      | 238   | 12    |

1. ↑  Inclui a Supertaça Cândido de Oliveira

### Internacional
| Seleção  | Ano   | Jogos | Golos |
| -------- | ----- | ----- | ----- |
| Portugal | 2015  | 1     | 0     |
| Total    | Total | 1     | 0     |

## Títulos
Braga
- Taça de Portugal: 2015–16[17]

Sporting CP
- Taça de Portugal: 2018–19[18]
- Taça da Liga: 2017–18, 2018–19[19]

Individual
- Jovem Jogador do Mês da Primeira Liga: novembro de 2011
- Jogador Jovem do Mês da Segunda Liga: fevereiro de 2009